# Хиральдо-Галло, Паула
Паула Лилиана Хиральдо-Галло — колумбийский доктор физики. Доцент кафедры физики и руководительница исследовательской группы по квантовым материалам в Андском университете в Боготе, Колумбия. В 2020 году стала лауреатом Премии L’Oréal-ЮНЕСКО Для женщин в науке.
Области исследований Хиральдо-Галло включают физику конденсированного состояния, синтез монокристаллов, фермиологию материалов, квантовую критичность материалов, топологические материалы, материалы Ван-дер-Ваальса, сверхпроводимость и волновую плотность заряда.

## Биография
Хиральдо окончила факультет физики Андского университета в 2006 году. Три года спустя получила степень магистра физики в том же институте. В 2015 году получила докторскую степень по физике в Стэнфордском университете. Её докторская диссертация — «Phase separation in BaPb1-xBixO3 and Fermiology of hole-doped PbTe: Insights to understand superconductivity in valence-disproportionated systems» («Фазовое разделение в BaPb1-xBixO3 и фермиология дырочно-легированного PbTe: идеи для понимания сверхпроводимости в валентно-диспропорциональных системах»). В том же году она начала постдокторантуру в Национальной лаборатории сильных магнитных полей Университета штата Флорида благодаря Фонду Джека Э. Кроу. В настоящее время она доцент кафедры физики и руководителеьница исследовательской группы квантовых материалов в Университете Лос-Андеса.

## Награды и почести
В апреле 2015 года Хиральдо была присуждена постдокторская стипендия «Джека Э. Кроу» в Национальной лаборатории сильных магнитных полей.
В декабре 2018 года она была удостоена награды L’Oreal-ЮНЕСКО Для женщин в науке в Колумбии.
В марте 2019 года она получила Научную премию Ли-Ошерова-Ричардсона.
В марте 2020 года она была отмечена Международной премией L’oreal-ЮНЕСКО «Для женщин в науке» — Международная премия «Растущие таланты» .
В августе 2021 года Колумбийская академия точных, физических и естественных наук (Accefyn) наградила её премией «Друзья Академии» для молодых колумбийских ученых.